# Orden hersker i Danmark
|  | Denne artikel er oprettet af botten PalnaBot ud fra en ekstern database. Den kan derfor have sproglige fejl eller mangler. Denne skabelon kan fjernes efter kontrol af indholdet. |

Orden hersker i Danmark er en film instrueret af Franco Invernizzi efter manuskript af Franco Invernizzi.

## Handling
Et kritisk portræt af dagens Danmark, baseret på indsamlet materiale fra demonstrationer, arbejdspladser og i forbindelse med konfrontationer med politiet, f.eks. omkring Byggeren i København. Det ordnede samfund registrerer den slags på edb. Hvordan har demokratiet og ytringsfriheden det Demokrati Danmark - socialt Unge Ytringsfrihed her?